# Cheilodipterus pygmaios
Cheilodipterus pygmaios és una espècie de peix pertanyent a la família dels apogònids.

## Descripció
- La femella pot arribar a fer 5 cm de llargària màxima.
- És gris terrós amb 5 franges de color marró fosc a negre.
- Musell més fosc que el cos.[5]

## Hàbitat
És un peix marí, demersal i de clima tropical.

## Distribució geogràfica
Es troba al golf d'Aqaba i Etiòpia.

## Observacions
És inofensiu per als humans.